# Couvent franciscain de Paderborn

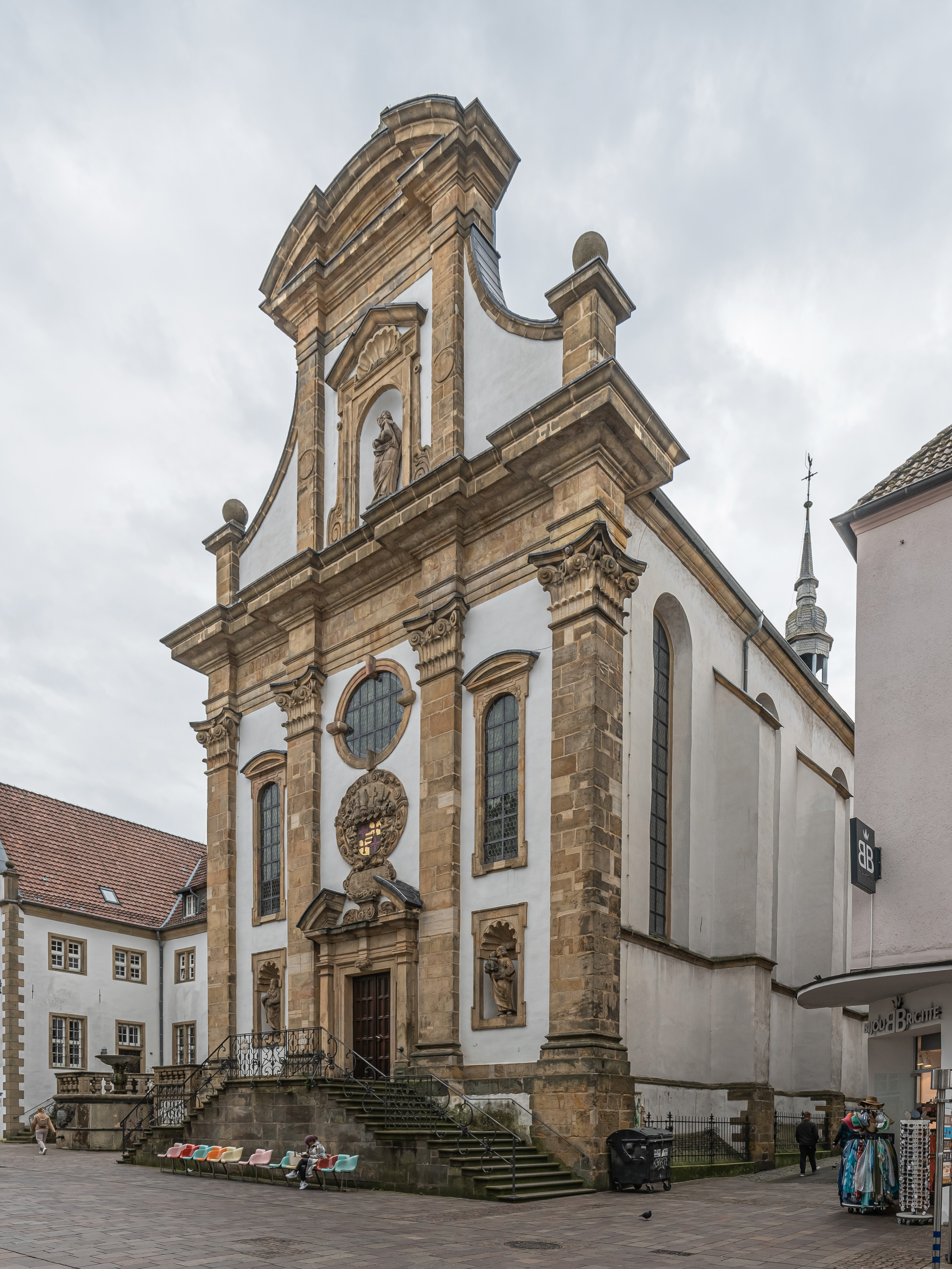
Façade de l'église conventuelle

Le couvent franciscain de Paderborn (Franziskanerkloster Paderborn) est un couvent franciscain situé à Paderborn en Rhénanie-du-Nord-Westphalie (Allemagne). Jusqu'à la fusion des provinces franciscaines allemandes en 2010, il appartenait à la province saxonne de la Sainte-Croix, de l'ordre des franciscains d'Allemagne.

## Historique
Les débuts du couvent remontent à 1232, lorsque les frères mineurs conventuels s'installent au couvent Saint-Jean de Paderborn qui est dissous à l'époque de la Réforme protestante.
Les franciscains observants cherchent à fonder un couvent en 1658 à  Paderborn et trouvent un emplacement à la Westernstraße, sous le règne du prince-évêque de Paderborn, Dietrich Adolf von der Recke. Ce second couvent franciscain est toujours en activité aujourd'hui mise à part une courte interruption entre 1875 et 1877 au moment du Kulturkampf de Bismarck.
Les franciscains sont surtout engagés aujourd'hui aux soins des malades et aux soins des âmes à l'église conventuelle de Paderborn.
Des conférences spirituelles, des concerts et des expositions sont régulièrement donnés au couvent.
La façade de style baroque italien de l'église et les bâtiments conventuels ont été restaurés après les dommages de 1945.
C'est ici que le martyr franciscain Elpidius Markötter (1911-1942) fit ses études de théologie.

## Source
- (de) Cet article est partiellement ou en totalité issu de l’article de Wikipédia en allemand intitulé « Franziskanerkloster Paderborn » (voir la liste des auteurs).